# ماثياس

نقش ماتياس، الإمبراطور الروماني المقدس

ماتياس (24 فبراير 1557 - 20 مارس 1619) كان الإمبراطور الروماني المقدس من 1612، ملك المجر وكرواتيا في الفترة من 1608 وملك بوهيميا من 1611. وكان عضوا في مجلس النواب من هابسبورغ.

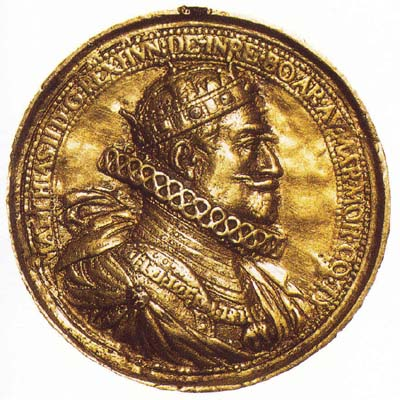
ميدالية تتويج ماتياس الثاني مع ولي العهد الكريم المجر

ولد ماتياس في العاصمة النمساوية فيينا  في عهد ماكسيميليان الثاني، الإمبراطور الروماني المقدس، وماريا ملكة اسبانيا. تزوج ماتياس أرشيدوقة النمسا آنا ، ابنة عمه الدوق فرديناند الثاني ملك النمسا، والذي خلف على عرش النمسا في 1595. زواجه لم يسفر عن أطفال ناجون.
| سبقه رودولف الثاني | الإمبراطورية الرومانية المقدسة 1557 - 1619 | تبعه فرديناند الثاني |

توفي ماتياس في فيينا في 1619.